# Mario & Luigi: Dream Team Bros.
Mario & Luigi: Dream Team Bros., kendt i Nordamerika som Mario & Luigi: Dream Team, er et rollespil udviklet af AlphaDream og udgivet af Nintendo til Nintendo 3DS i 2013. Det er det fjerde spil i Mario & Luigi-serien.